# دختر مسخره (فیلم)
دختر مسخره (انگلیسی: Funny Girl) فیلمی در ژانر کمدی رمانتیک، موزیکال، زندگی‌نامه‌ای و کمدی-درام به کارگردانی ویلیام وایلر است که در سال ۱۹۶۸ منتشر شد.
این فیلم توانسته‌است برنده جایزه اسکار بهترین بازیگر نقش اول زن توسط باربارا استرایسند در سال ۱۹۶۸ شود.
دنباله این فیلم بانوی شوخ نام دارد.

## بازیگران
- باربارا استرایسند
- عمر شریف
- کی مدفورد
- ان فرانسیس
- والتر پیجن
- فرانک فیلن
- جرالد مهر
- می کوئستل
- بل میچل
- جان واربرتون

## نمایش فیلم در ایران
فیلم دختر مسخره برای بار نخست از تاریخ پنجشنبه ۱۳ آذر ۱۳۴۸ خورشیدی (۴ دسامبر ۱۹۶۹ میلادی) در سینما دیاموند تهران به نمایش عموم درآمد. این فیلم پس از ایام سوگواری ماه رمضان جایگزین فیلم فرانسوی-آلمانی ۲۴ ساعت در زندگی یک زن در سینما دیاموند شد.
فیلم دختر مسخره، پس از پس از حدود ۱۵ هفته (۱۰۲روز) نمایش در سینما دیاموند تهران، در تاریخ چهارشنبه ۲۴ اسفند ۱۳۴۸ به نمایش خود پایان داد و پس از ایام سوگواری محرم در تاریخ ۲۸ اسفند ۱۳۴۸ جای خود را به فیلم نبرد بریتانیا داد.

تبلیغ نمایش نخست فیلم «دختر مسخره» در ایران. در روزنامه اطلاعات ۱۳ آذر ۱۳۴۸